# Казе Вјаца (Модена)
Казе Вјаца је насеље у Италији у округу Модена, региону Емилија-Ромања.
Према процени из 2011. у насељу је живело 50 становника. Насеље се налази на надморској висини од 23 м.